# 小行星2109
小行星2109（2109 Dhotel）是一颗绕太阳运转的小行星，为主小行星带小行星。该小行星于1950年10月13日发现。
該小行星以法國文學家安德烈·多泰爾命名。

## 轨道参数
小行星2109的轨道半长轴为402 970 519 km，2.6936532 UA，离心率为0.259。